# Jorge Borelli
Jorge Horacio Borelli (ur. 2 listopada 1964 w Buenos Aires) – argentyński piłkarz, grający na pozycji obrońcy lub pomocnika. Jego synem jest Eder Borelli, piłkarz legitymujący się paszportami meksykańskim i argentyńskim.
Borelli rozpoczął karierę w 1980 roku w CA Platense. Rozegrał tam 58 spotkań i strzelił jedną bramkę. Trzy lata później został piłkarzem Club Atlético River Plate, gdzie przez cztery lata zdobył 2 bramki w 107 meczach. Jego następnym klubem był Racing Club. Rozegrał tam 111 meczów i strzelił 7 bramek. W sezonie 1991/1992 grał dla Tigres UANL, a w latach 1992–1996 w San Lorenzo, gdzie po rozegraniu 9 meczów zakończył karierę.
W latach 1992–1994 grał dla reprezentacji Argentyny, dla której rozegrał 13 spotkań. Zwyciężył z nią Copa América 1993 oraz wystąpił na Mundialu 1994.